# Johannes Heinrich Fischer
Johannes Heinrich Fischer (* 16. Januar 1904 in Dresden; † 12. November 1993 ebenda) war ein deutscher Maler und Grafiker.

## Leben und Werk
Fischer machte ab 1918 eine Ausbildung zum Porzellanmaler und arbeitete bis 1925 in diesem Beruf. Daneben machte er an der Kunstgewerbeschule Dresden bzw. Staatlichen Akademie für Kunstgewerbe ein Abendstudium. Von 1930 bis 1931 besuchte er die private Akademie für Zeichnen und Malen von Ernst Oskar Simonson-Castelli.
Von 1931 bis 1938 studiert er bei Ferdinand Dorsch, Max Feldbauer und Richard Müller an der Akademie der Bildenden Künste in Dresden. Einer seiner Kommilitonen war Hans Körnig. Bei Hans Hanner (* 1883) war Fischer Meisterschüler. In der Zeit des Nationalsozialismus war er Mitglied der Reichskammer der bildenden Künste. 1938 erhielt er den Hugo-Göpfert-Preis. Von 1939 bis 1940 führte er vor allem Wandmalereien aus. Dann nahm er als Soldat der Wehrmacht am Zweiten Weltkrieg teil. Er hatte aber von 1942 bis 1945 auch ein Atelier im Künstlerhaus Dresden-Loschwitz. Nach der Kriegsgefangenschaft arbeitete er freischaffend in Gohrisch und Pillnitz.
Fischer schuf vor allem Porträts und Landschaftsbilder, u. a. von der Ostsee, Radierungen mit Ansichten des alten Dresdens und Buchillustrationen.

## Werke (Auswahl)
- Mädchen mit Mütze und Mantel (Öl, 1951)[1][2]

## Ausstellungen (unvollständig)

### Einzelausstellungen
- 1946: Dresden, Grünes Haus (Gemälde, Aquarelle, Graphik; mit Karl Timmler)
- 1949: Dresden, Grünes Haus (mit Barbara Lottermoser, Kurt Scheibe und Konstantin Ziegler)
- 1987: Sebnitz, Heimatmuseum Sebnitz

### Ausstellungsbeteiligungen
- 1934: Dresden, Brühlsche Terrasse („Sächsische Aquarell-Ausstellung“)
- 1941: Dresden, Brühlsche Terrasse („Große Dresdner Kunstausstellung“)
- 1943: Dresden, Sächsischer Kunstverein („Kunstausstellung Gau Sachsen“)
- 1956: Halle, Galerie Moritzburg („Deutsche Landschaft“)
- 1974: Dresden, Galerie „Kunst der Zeit“
- 1979: Berlin, Ausstellungszentrum am Fernsehturm („Die Buchillustration in der DDR. 1949–1979“)